# Corropoli

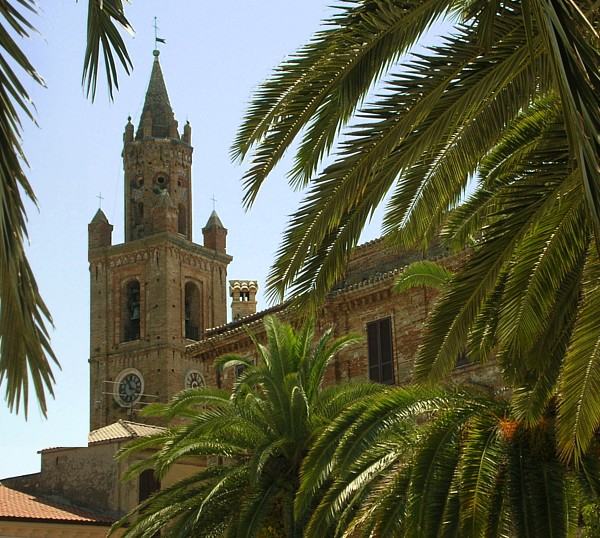
Blick auf die Kirche in Corropoli

Corropoli ist eine italienische Gemeinde (comune) mit 5077 Einwohnern (Stand 31. Dezember 2023) in der Provinz Teramo in den Abruzzen. Die Gemeinde liegt etwa 21,5 Kilometer nordwestlich von Teramo, etwa 20,5 Kilometer westsüdwestlich von Ascoli Piceno und etwa 8 Kilometer östlich zur Adriaküste im Val Vibrata.

## Geschichte
Im Ortsteil Ripoli findet sich eine Siedlungsstruktur aus der Jungsteinzeit. Nach dem Ort ist die so genannte Ripoli-Kultur benannt. Der Hauptort Corropoli selbst gehörte ab dem dritten Jahrhundert v. Chr. zum römischen Reich. Auch hier entstand eine Siedlung, die sogar einige Tempelbauten aufwies.
Im Mittelalter stand die Ortschaft unter der Herrschaft der Herzöge von Acquaviva.
Im Februar 1941 errichtete das faschistische Regime in Corropoli ein Internierungslager (campo di concentramento). Es befand sich auf dem Hügel Maiulano in einem leer stehenden Kloster unweit vom Ortszentrum und bot Platz für 180 Internierte. Die Zahl der Internierten schwankte, erreichte aber die Maximalzahl nicht: Im Lager befanden sich insgesamt 18 (März 1941), 132 (Mai 1942), 64 (August 1942), 150 (Januar 1943) und schließlich 165 (August 1943) Insassen.
Die ersten Internierten waren politische Gegner und Angehörige der slawischen Minderheiten in den italienischen Grenzprovinzen; vereinzelt befanden sich auch jüdische Ausländer im Lager. Im Jahre 1942 kamen griechische Offiziere, britische Staatsangehörige, Inder, Libyer und Jugoslawen aus den von Italien besetzten und annektierten Gebieten nach Corropoli.
Wie in anderen Lagern wirkte sich auch in Corropoli der Status der Internierten auf ihre materielle Lage aus. Die „ex-Jugoslawen“ traten mehrmals in den Hungerstreik, während die britischen Internierten über das Rote Kreuz Lebensmittelpakete erhielten. Im September 1943 wurden einige Insassen von Partisanen befreit. Das Lager bestand auch unter dem RSI-Regime, wobei die Internierten zur Zwangsarbeit herangezogen wurden. Ende Mai 1944 wurde das Lager aufgelöst und die verbleibenden rund 60 mehrheitlich jüdischen Gefangenen nach Servigliano Marche verlegt.

## Persönlichkeiten
- Adolfo Borgognoni (1840–1893), Dichter, Schriftsteller und Literaturkritiker